# Светът е наш
„Светът е наш“ (на английски: We Are Your Friends) е драматичен филм от 2015 г. на режисьора Макс Джоузеф в режисьорския му дебют, който е съсценарист с Мегън Опенхаймер, а сюжетът е на Ричард Силвърман. Във филма участват Зак Ефрон, Емили Ратайковски, Шайло Фернандез, Алекс Шафър, Джони Уестън и Уес Бентли.
Филмът излиза по кината в Лондон на 11 август 2015 г., както и в Съединените щати на 28 август 2015 г. в разпространение от „Уорнър Брос Пикчърс“. Разпространител в световен мащаб е „СтудиоКанал“, включително Франция, Великобритания, Германия, Нидерландия, Австралия и Нова Зеландия. Филмът получава смесени отзиви от критиката и получава 11 млн. щатски долара.